# Dorothy Janis

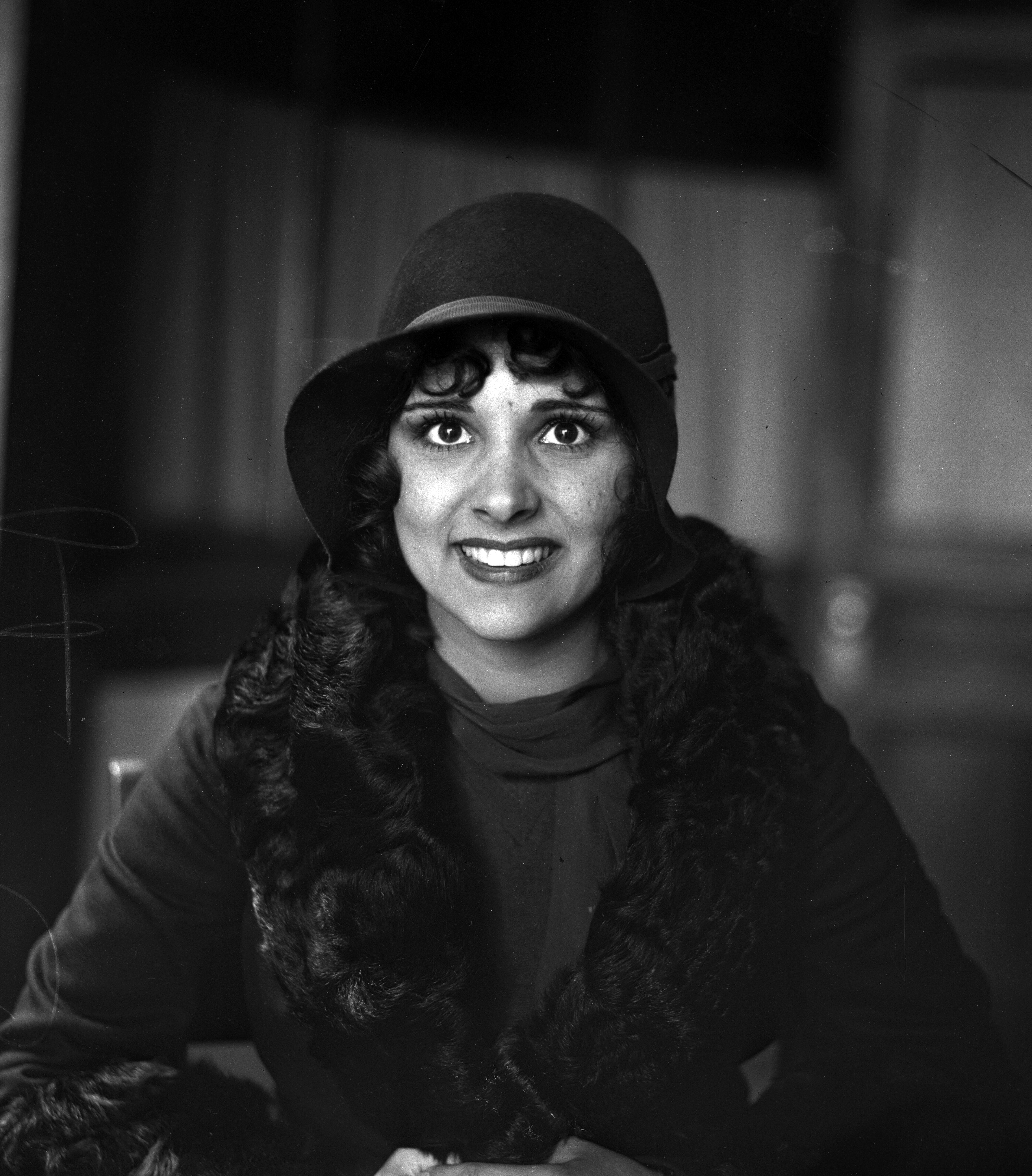
Dorothy Janis um 1928

Dorothy Janis (* 19. Februar 1910 in Dallas, Texas; † 10. März 2010 bei Phoenix, Arizona) war eine US-amerikanische Stummfilmschauspielerin.

## Karriere
Ihre kurze Filmkarriere begann 1927, als sie ihren Cousin besuchte, der einen Film für Fox drehte. Sie fiel durch ihr gutes Aussehen auf und wurde gefragt, einen Screentest zu machen. Janis drehte in den folgenden Jahren mehrere Filme. Besonders bekannt wurde sie an der Seite von Ramón Novarro in The Pagan (1929), der in Französisch-Polynesien gedreht wurde. Im Jahr 1932 heiratete sie den Musiker Wayne King. Mit ihm war sie bis zu dessen Tod im Jahr 1985 53 Jahre verheiratet.
Zuletzt lebte Janis in Paradise Valley, Arizona. Dort verstarb sie am 10. März 2010 im Alter von 100 Jahren.

## Filmografie

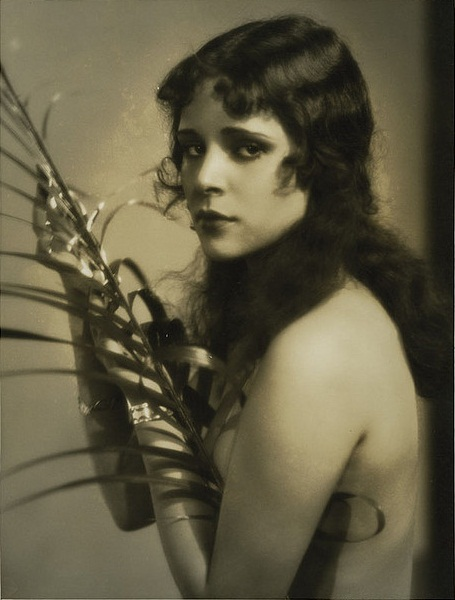
Dorothy Janis um 1930 (Foto: Ruth Harriet Louise)

- 1925: Die Frau aus der Tiefe (Camille of the Barbary Coast)
- 1925: Der Polizeispitzel von Chicago (The Green Archer)
- 1928: Kit Carson
- 1928: Fleetwing
- 1928: Weiße Schatten (White Shadows in the South Seas)
- 1929: The Overland Telegraph
- 1929: The Pagan
- 1930: Der Tolpatsch (Lummox)
- 1935: Restless Knights
- 1952: Sing Along with Me